# 部瀬名岬

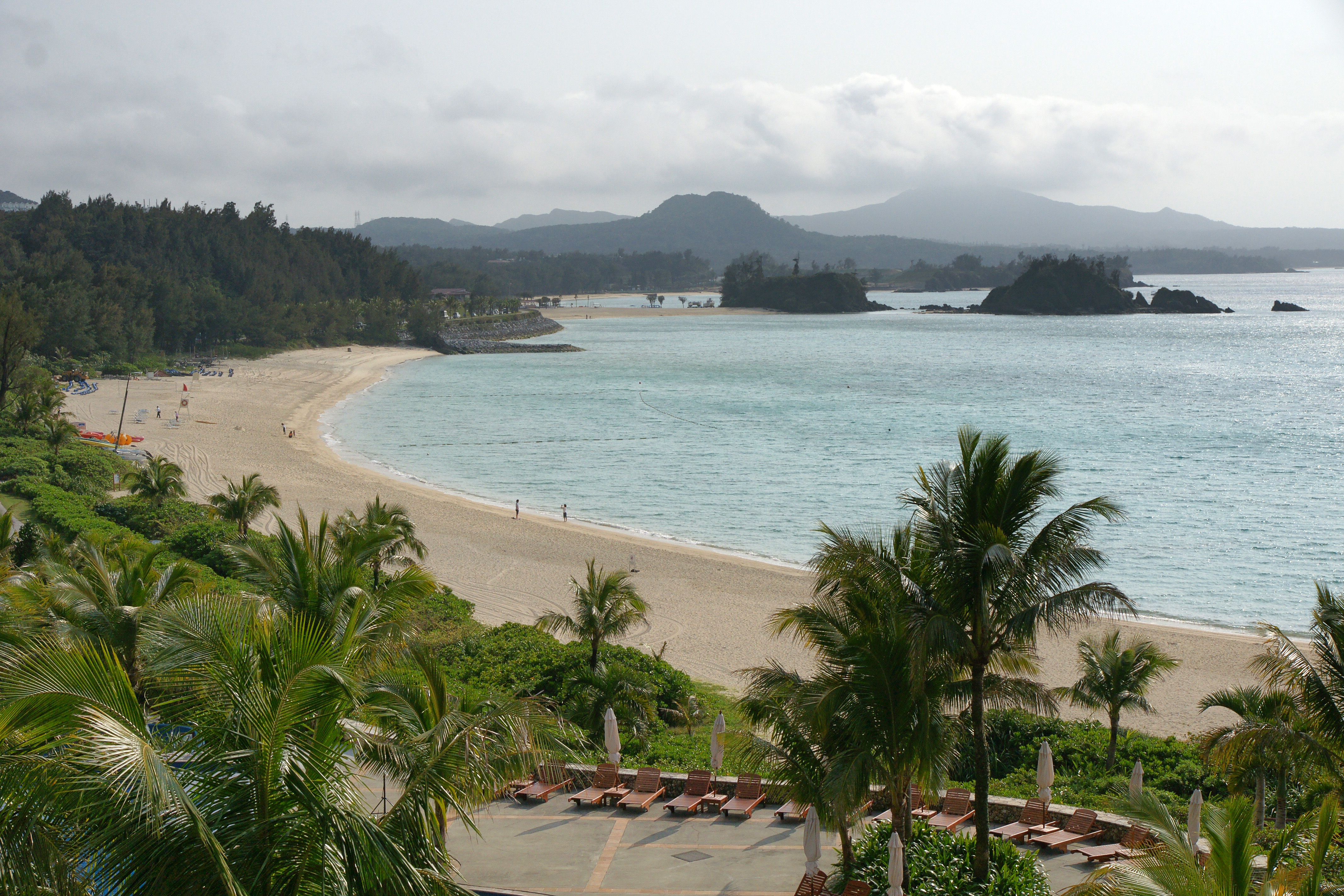
部瀬名岬西岸

部瀬名岬（ぶせなみさき）は、沖縄県名護市にある岬。

## 概要
沖縄本島北部、名護市南部の東シナ海に突き出た小さな岬である。
西岸は760mの白砂浜と遠浅の海で、海底には珊瑚礁が広がる。
岬周辺は熱帯魚の生息地でもあることから、本土復帰前の1970年に県内最初の海中公園「ブセナ海中公園」が設けられている。その地にて1981年10月15～24日に第8回ウィンドサーフィン世界選手権が開催された。
リゾート開発は1990年代以降で、ホテル、国際会議場、道路等が整備された。2000年の先進国首脳会議（沖縄サミット）の開催地になったことから、短期間で日本を代表するリゾート地の一つとして認知されるようになり、現在に至っている。

## 施設

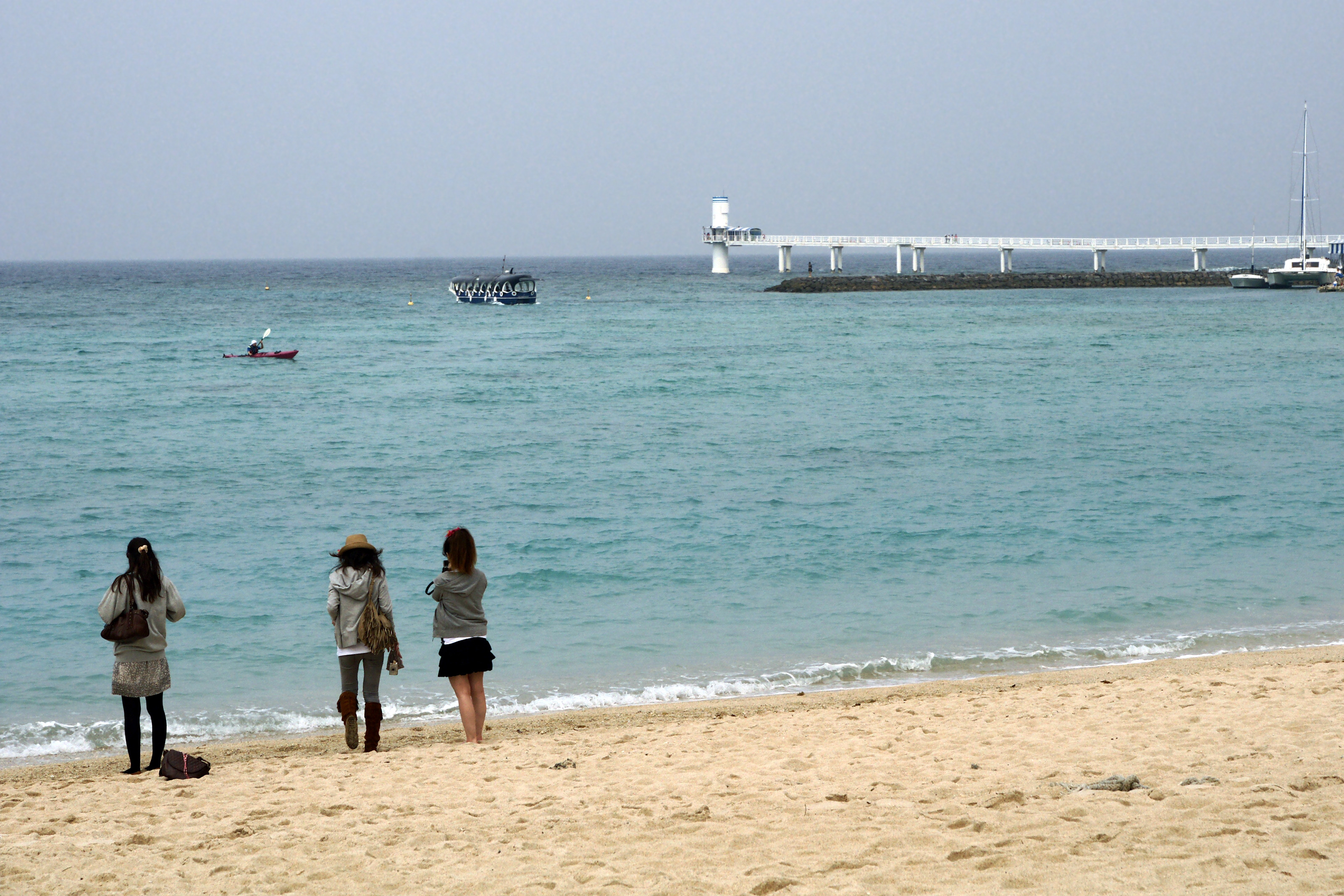
ブセナ海中公園
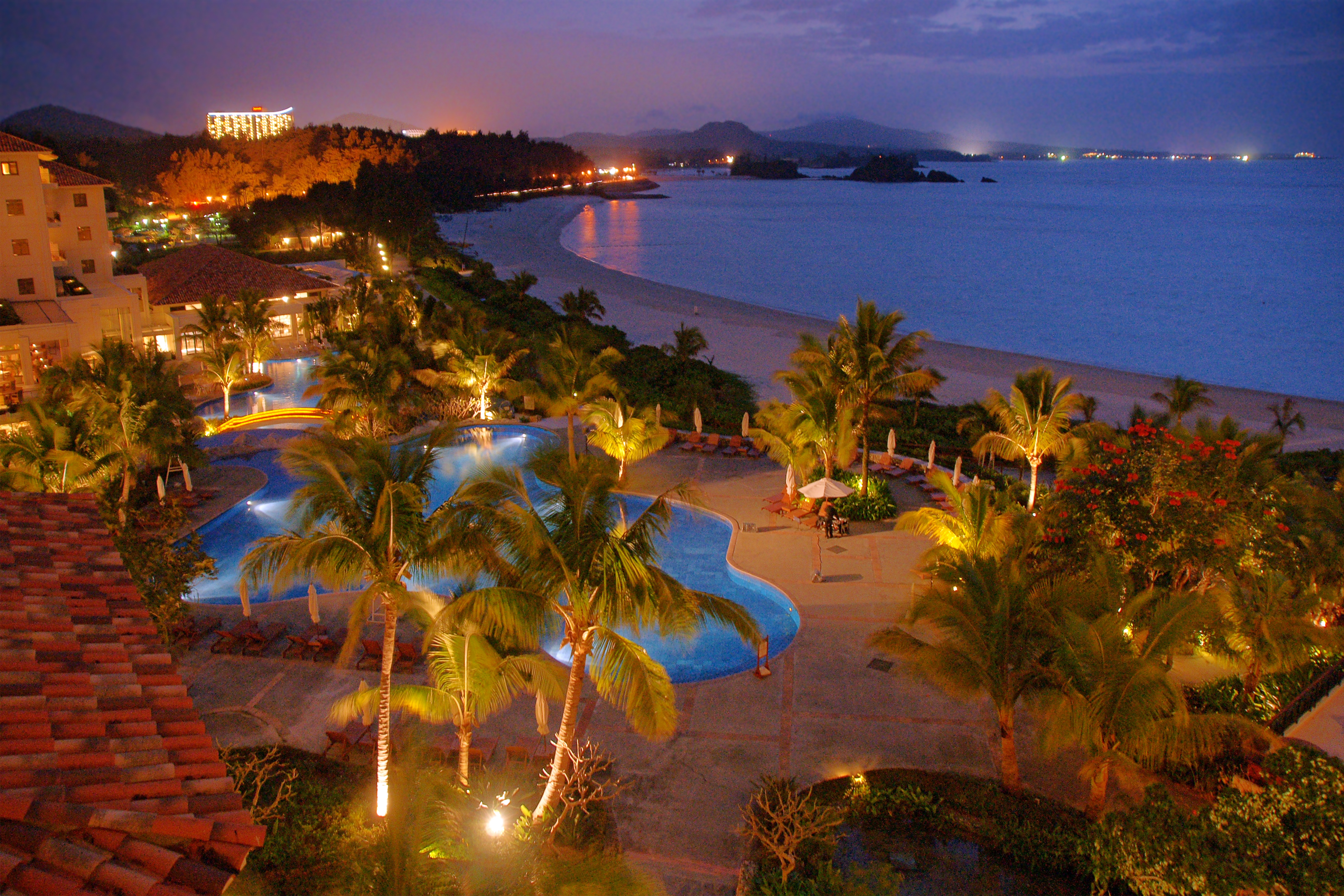
ザ・ブセナテラス
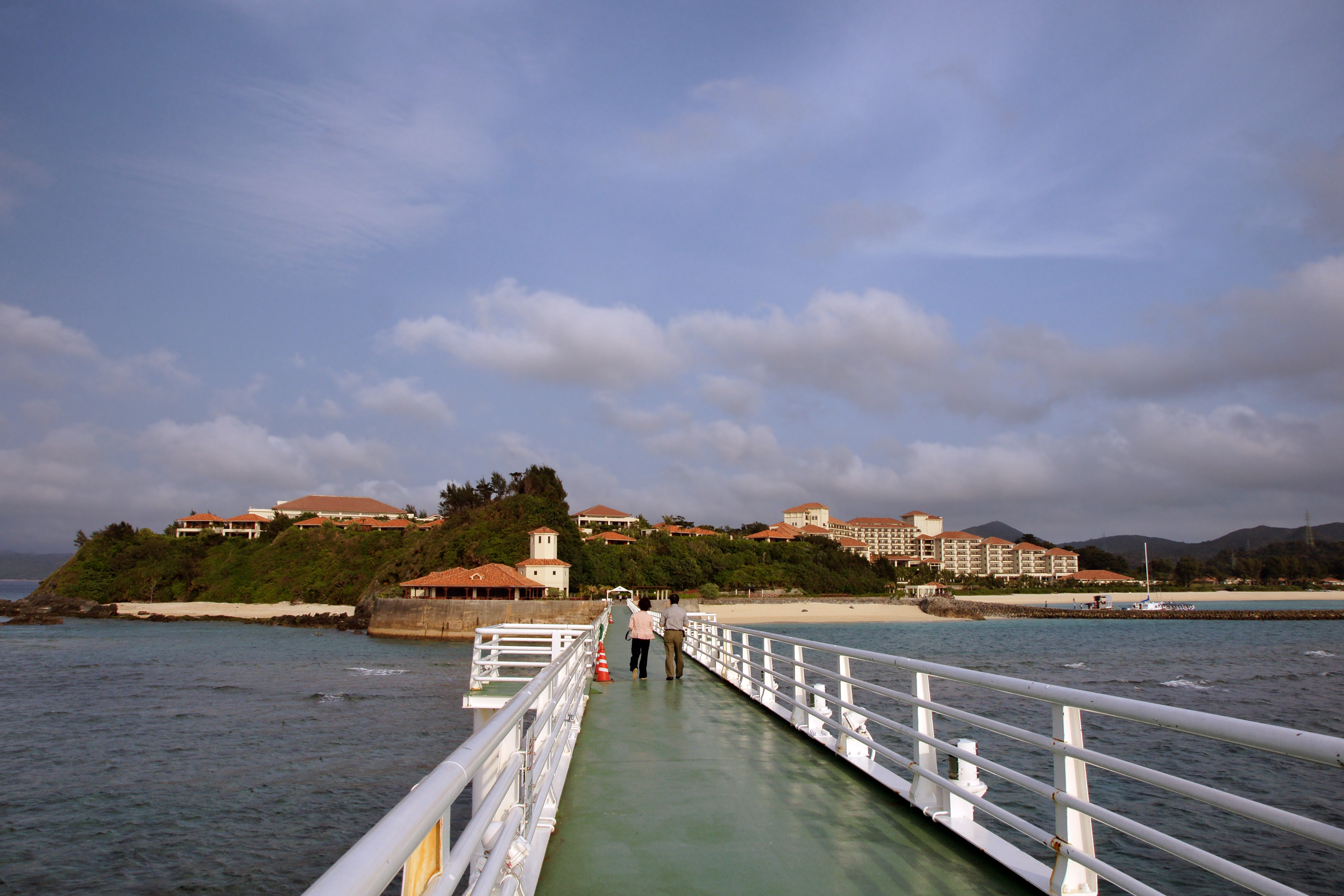
万国津梁館（左）とザ・ブセナテラス

## 所在地
沖縄県名護市字喜瀬1744-1

## 交通アクセス
- 那覇空港からバスで約90分、「ブセナリゾート前」下車すぐ